# Europeiska inomhusmästerskapen i friidrott 2023 – Damernas 400 meter
Damernas 400 meter vid europeiska inomhusmästerskapen i friidrott 2023 avgjordes mellan den 3 och 4 mars 2023 på Ataköy Athletics Arena i Istanbul i Turkiet.

## Medaljörer
| Guld                    | Silver                     | Brons                   |
| Femke Bol Nederländerna | Lieke Klaver Nederländerna | Anna Kiełbasińska Polen |

## Rekord
| Innan tävlingens start fanns följande rekord | Innan tävlingens start fanns följande rekord | Innan tävlingens start fanns följande rekord | Innan tävlingens start fanns följande rekord | Innan tävlingens start fanns följande rekord |
| -------------------------------------------- | -------------------------------------------- | -------------------------------------------- | -------------------------------------------- | -------------------------------------------- |
| Världsrekord                                 | Femke Bol (NED)                              | 49,26                                        | Apeldoorn, Nederländerna                     | 19 februari 2023                             |
| Europeiskt rekord                            | Femke Bol (NED)                              | 49,26                                        | Apeldoorn, Nederländerna                     | 19 februari 2023                             |
| Mästerskapsrekord                            | Jarmila Kratochvílová (CZE)                  | 49,59                                        | Milano, Italien                              | 7 mars 1982                                  |
| Världsårsbästa                               | Femke Bol (NED)                              | 49,26                                        | Apeldoorn, Nederländerna                     | 19 februari 2023                             |
| Europaårsbästa                               | Femke Bol (NED)                              | 49,26                                        | Apeldoorn, Nederländerna                     | 19 februari 2023                             |

## Program
Alla tider är lokal tid (UTC+03:00).
| Datum       | Tid   | Omgång      |
| ----------- | ----- | ----------- |
| 3 mars 2023 | 10:40 | Försöksheat |
| 3 mars 2023 | 19:55 | Semifinal   |
| 4 mars 2023 | 20:30 | Final       |

## Resultat

### Försöksheat
De två första i varje heat 0Q0 samt de två snabbaste tiderna 0q0 kvalificerade sig för semifinalerna.
| Placering | Heat | Namn               | Nationalitet   | Tid     | Noteringar |
| --------- | ---- | ------------------ | -------------- | ------- | ---------- |
| 1         | 5    | Anna Kiełbasińska  | Polen          | 51,77   | 0Q0        |
| 2         | 5    | Tereza Petržilková | Tjeckien       | 52,14   | 0Q0        |
| 3         | 5    | Helena Ponette     | Belgien        | 52,31   | 0q0        |
| 4         | 4    | Susanne Gogl-Walli | Österrike      | 52,34   | 0Q0        |
| 5         | 2    | Femke Bol          | Nederländerna  | 52,35   | 0Q0        |
| 6         | 4    | Sharlene Mawdsley  | Irland         | 52,59   | 0Q0        |
| 7         | 3    | Lieke Klaver       | Nederländerna  | 52,72   | 0Q0        |
| 8         | 1    | Lada Vondrová      | Tjeckien       | 52,77   | 0Q0        |
| 9         | 4    | Gunta Vaičule      | Lettland       | 52,85   | 0q0        |
| 10        | 2    | Viivi Lehikoinen   | Finland        | 52,88   | 0Q0        |
| 11        | 3    | Alice Mangione     | Italien        | 52,99   | 0Q0        |
| 12        | 3    | Camille Laus       | Belgien        | 53,10   |            |
| 13        | 1    | Henriette Jæger    | Norge          | 53,27   | 0Q0        |
| 14        | 4    | Raphaela Lukudo    | Italien        | 53,30   |            |
| 15        | 2    | Anna Polinari      | Italien        | 53,38   |            |
| 16        | 1    | Sophie Becker      | Irland         | 53,43   |            |
| 17        | 1    | Julia Niederberger | Schweiz        | 53,52   |            |
| 18        | 5    | Lisanne de Witte   | Nederländerna  | 53,61   |            |
| 19        | 3    | Eirini Vasileiou   | Grekland       | 53,71   |            |
| 20        | 2    | Yasmin Giger       | Schweiz        | 53,89   |            |
| 21        | 2    | Veronika Drljačić  | Kroatien       | 54,04   |            |
| 22        | 5    | Cliodhna Manning   | Irland         | 54,21   | 0PB0       |
| 23        | 4    | Andrianna Ferra    | Grekland       | 55,29   | 0SB0       |
| 24        | 3    | Milje Thureson     | Finland        | 55,82   |            |
| 25        | 1    | Drita Islami       | Nordmakedonien | 55,86   |            |
| 26        | 1    | Duna Viñals        | Andorra        | 57,71   | 0NR0       |
| 27        | 4    | Norcady Reyes      | Gibraltar      | 1.01,71 |            |

### Semifinaler
De tre första i varje heat 0Q0 kvalificerade sig för finalen.
| Placering | Heat | Namn               | Nationalitet  | Tid   | Noteringar |
| --------- | ---- | ------------------ | ------------- | ----- | ---------- |
| 1         | 1    | Lieke Klaver       | Nederländerna | 51,43 | 0Q0        |
| 2         | 1    | Anna Kiełbasińska  | Polen         | 51,67 | 0Q0        |
| 3         | 1    | Lada Vondrová      | Tjeckien      | 52,12 | 0Q0        |
| 4         | 2    | Femke Bol          | Nederländerna | 52,19 | 0Q0        |
| 5         | 2    | Susanne Gogl-Walli | Österrike     | 52,40 | 0Q0        |
| 6         | 2    | Tereza Petržilková | Tjeckien      | 52,93 | 0Q0        |
| 7         | 2    | Helena Ponette     | Belgien       | 53,07 |            |
| 8         | 2    | Henriette Jæger    | Norge         | 53,08 |            |
| 9         | 2    | Sharlene Mawdsley  | Irland        | 53,37 |            |
| 10        | 1    | Gunta Vaičule      | Lettland      | 53,57 |            |
| 11        | 1    | Alice Mangione     | Italien       | 53,66 |            |
|           | 1    | Viivi Lehikoinen   | Finland       | 0DSQ0 |            |

### Final
Finalen startade klockan 20:30.
| Placering | Bana | Namn               | Nationalitet  | Tid   | Noteringar |
| --------- | ---- | ------------------ | ------------- | ----- | ---------- |
| 1         | 5    | Femke Bol          | Nederländerna | 49,85 |            |
| 2         | 6    | Lieke Klaver       | Nederländerna | 50,57 |            |
| 3         | 3    | Anna Kiełbasińska  | Polen         | 51,25 | 0SB0       |
| 4         | 4    | Susanne Gogl-Walli | Österrike     | 51,73 | 0NR0       |
| 5         | 2    | Lada Vondrová      | Tjeckien      | 51,73 |            |
| 6         | 1    | Tereza Petržilková | Tjeckien      | 52,81 |            |